# Tom G. Palmer
Tom Gordon Palmer (nacido 1956 en Bitburg-Mötsch, Alemania Occidental) es un Asociado Sénior en el Instituto Cato, director de la división educacional del Instituto, Cato University, Vicepresidente para Programas Internacionales en la Fundación de Investigación Económica Atlas y el director general de la Red Atlas Global Initiative for Free Trade, Peace, and Prosperity.

## Vida profesional
Palmer recibió su B.A. en los artes liberales de St. John's College, su M.A. en filosofía de The Catholic University of America, y su doctorado en ciencias políticas de Oxford University, en donde fue H. B. Earhart Fellow en Hertford College.
Palmer ha sido activo en la promición del libertarianismo e ideas y políticas liberales clásicos desde los años 70. Ha sido editor de varias publicaciones, incluyendo Dollars & Sense (el periódico del National Taxpayers Union), Update, y Humane Studies Review, y ha publicado artículos en diarios y revistas tales como New York Times, Washington Post, Los Angeles Times, Spectator de Londres, National Review, Slate, Ethics, y Cato Journal.
Él enseña economía política e historia legal y constitucional para Institute for Humane Studies, Institute of Economic Studies Europa. Además trabaja con organizaciones tales como Liberty Fund, y Council on Public Policy. Maneja su propio sitio web y Cato(at)Liberty y es contribuyente al Independent Gay Forum. Palmer es el director de Cato University, un seminario de verano manejado por el Instituto Cato.

## Involucramiento en Europa Oriental
Antes de unirse al Instituto Cato, fue vicepresidente del Institute for Humane Studies en George Mason University. En las décadas de 1980 y de 1990, trabajó con el Institute for Humane Studies y otras organizaciones para difundir ideas liberales clásicos/libertarianos en Europa Oriental. Viajó en toda la región para llevar a cabo seminarios y llevó libros de contrabando con efectivo, fotocopiadores y máquinas de fax desde una oficina en Viena, Austria. Logró la traducción y publicación de textos en economía y leyes en varios idiomas de Europa Central y Oriental, tanto como las obras principales por Ludwig von Mises, F. A. Hayek, Milton Friedman, y otros pensadores en las tradiciones libertarianas y liberales. Él sigue activo en la región como ponente en varias conferencias y seminarios, tales como Liberty Seminars en Eslovenia.

## Involucramiento en el Medio Oriente
En el momento Palmer está intentando duplicar algo de su trabajo en el Medio Oriente de la misma manera que había hecho en Europa Oriental. Ha logrado las traducciones hacia idiomas como árabe, kurdo, persa y azeri de obras por Frederic Bastiat, F. A. Hayek, James Madison, y otros con influencias libertarias, y ha publicado ensayos en estas idiomas sobre los "Retos de la Democratización", y "La religión y la ley." En abril del 2005, Palmer habló con miembros del parlamento iraqi en la asamblea principal sobre constitucionalismo y ha escrito sobre Irak. También ha promocionado un sitio libertario en web, lampofliberty.org, disponible en árabe, azerbaiyano, kurdo y persa; y empezó una empresa de publicaciones en árabe. Sigue hablando en el medio oriente y trabaja de cerca con publicadores en web en árabe y persa. Ha estado en campañas para derechos de libre expresión, con una campaña para liberar Abdelkareem Nabil Soliman, a través de artículos en Washington Post, Daily Star Archivado el 23 de enero de 2010 en Wayback Machine. del Líbano, entre otras actividades.
Palmer se declaró en contra la invasión de Irak antes de que ocurrió y además criticó su desempeño. En comentarios en el sitio web Antiwar.com, Justin Raimondo criticó la posición de Palmer en la Guerra de Irak, denunciando que había unido esfuerzos con los "neoconservadores" quienes apoyaban una "victoria militar" en Irak "no importa el costo, a los iraqis o los EE.UU". Palmer acusó a Raimondo de mal representar su posición sobre la guerra de Irak.

## Obras
Palmer ha publicado ensayos sobre la filosofía de los derechos individuales (e.g., en un ensayo de Individual Rights Reconsidered, editado por Tibor Machan (Stanford: Hoover Institution Press, 2001), una respuesta sustantiva al ataque de G. A. Cohen frente al derecho a la propiedad, varias respuestas a las teorías de Cass Sunstein y Stephen Holmes, y ensayos sobre política multicultural, sobre la globalización, la globalización y lo personal y la identidad cultura, y la filosofía política libertaria. Palmer también publicó un ensayo bibliográfico sobre el libertarianismo en The Libertarian Reader, editado por David Boaz. Ha publicado artículos legales sobre la propiedad intelectual que han ganado mucha atención entre la comunidad legal y tecnológica por su crítica generalizada de los patentes y los derechos del autor y sus sugerencias sobre soluciones contractuales y tecnológicas a los problemas para los cuales se desarrollaron los derechos de propiedad intelectual. Palmer también publica en su blog. En 2009 muchos de sus ensayos fueron publicados en Realizing Freedom: Libertarian Theory, History, and Practice.

## Actividades políticas
Las actividades políticas de Palmer incluyen siendo un miembro fundador y secretario nacional del Committee Against Registration and the Draft (1979–81), presidente del Oxford Civil Liberties Society (1993–94), y gerente de comunicaciones para varias campañas políticas. Fue demandante en Parker v. District of Columbia, una demanda exitosa en Washington D. C. para asegurar el derecho de ser dueño de una pistola en su hogar, basado en el texto de la Segunda Enmienda de la Constitución de los Estados Unidos. El caso tenía un significado personal para él, dado que sobrevivió un asalto por haber estado armado con una pistola. Palmer cree que sus atracadores fueron motivados como anti-gay.

### Sobre Palmer
- Biography of Tom Palmer, Instituto Cato
- Curriculum Vitae
- Institute for Humane Studies biografía y publicaciones
- TomGPalmer.com, blog personal de Tom Palmer
- "In Arabic, 'Internet' Means 'Freedom'"—Jonathan Rauch sobre el trabajo de Palmer en el mundo árabe

### Crítica e intercambios críticos con otros
- "Six Facts about Iraq" (enlace roto disponible en Internet Archive; véase el historial, la primera versión y la última)., Reason, June 2006
- Respuesta de Palmer a crítica de Antiwar.com
- "What's Not Wrong With Libertarianism", una respuesta al politólogo Jeffrey Friedman y su crítica de la filosofía de derechos de Palmer

- Datos: Q7815883
- Multimedia: Tom G. Palmer / Q7815883